# Gilda (Vorname)
Gilda ist ein weiblicher Vorname. Die männliche Form lautet Gildo.

## Herkunft und Bedeutung
Gilda ist ursprünglich eine italienische Kurzform von Namen, die das germanische Element gild mit der Bedeutung „Opfer, Wert“ enthalten (vgl. Ermenegildo und Hermenegild).

## Namensträgerinnen

### Vorname
- Gilda Aita (* 1943), österreichische Bildhauerin, Malerin und Grafikerin
- Gilda Barabino (* 1956), US-amerikanische Bioingenieurin
- Gilda Casanova (* 1995), kubanische Sprinterin
- Gilda Cruz-Romo (1940–2025), mexikanische Opernsängerin (Sopran)
- Gilda Germano, Pseudonym von Jessica Moore, bürgerl. Luciana Ottaviani (* 1967), italienische Schauspielerin
- Gilda Gray (1901–1959), US-amerikanische Filmschauspielerin und Tänzerin
- Gilda Horvath (* 1983), österreichische Roma-Aktivistin und Journalistin
- Gilda Langer (1896–1920), deutsche Theater- und Stummfilmschauspielerin
- Gilda Mirós (* 1938), US-amerikanische Schauspielerin, Hörfunk- und Fernsehproduzentin und Autorin
- Gilda Musa (1926–1999), italienische Science-Fiction-Autorin, Lyrikerin, Journalistin, Essayistin und Übersetzerin
- Gilda Radner (1946–1989), US-amerikanische Schauspielerin und Komikerin
- Gilda Razani (* 1973), deutsch-iranische Musikerin (Saxophon, Theremin), Komponistin und Musikproduzentin
- Gilda dalla Rizza (1892–1975), italienische Opernsängerin (Sopran)
- Gilda Sahebi (* 1984), deutsch-iranische Journalistin, Moderatorin und Autorin
- Gilda Tompkins (1936–2018), neuseeländische Badmintonspielerin

### Künstlername
- Gilda, geb. Rosangela Scalabrino (* 1950), italienische Popsängerin
- Gilda, geb. Miriam Alejandra Bianchi (1961–1996), argentinische Popsängerin
- Gilda, geb. Irene Sänger (* 1963), deutsche Schlagersängerin

## Sonstiges
- Gilda (Film)